# I. Beatrix provence-i grófnő
Provence-i Beatrix (franciául: Béatrice de Provence, olaszul: Beatrice di Provenza; 1229 – 1267. szeptember 23.), a Barcelonai-házból származó provence-i grófnő, aki I. Beatrix néven Provence és Forcalquier uralkodó grófnője 1245 és 1267 között, I. Károllyal kötött házasságra révén pedig a Szicíliai és a Nápolyi Királyság királynéja 1266 és 1267 között. Beatrix IV. Rajmund Berengár provence-i gróf és Beatrix savoyai grófnő negyedik leánya volt, anyjához és nővéreihez hasonlóan ő is a kora egy ünnepelt szépsége volt. Gyermekei között van a későbbi nápolyi király, Károly herceg, egy címzetes latin császárné, Beatrix hercegnő és egy magyar királyné, Izabella hercegnő is.

## Házassága és gyermekei
Beatrix férje az Anjou-házból származó I. Károly szicíliai, nápolyi, albán és jeruzsálemi király és akháj fejedelem lett. Kettőjük esküvőjére 1246. január 31-én került sor Aix-en-Provence városában. Kapcsolatukból összesen hét gyermek született, melyek közül öt érték el a felnőttkort. Gyermekeik:
- Lajos herceg (1248), gyermekként meghalt.
- Blanka hercegnő (1250 – 1270. január 10. előtt), III. Róbert flandriai gróf felesége lett.
- Beatrix hercegnő (1252 – 1275. november 17/december 12.), I. Fülöp feleségeként címzetes latin császárné.
- Károly herceg (1254 – 1309. május 5.), apja örököseként nápolyi király.
- Fülöp herceg (1256 – 1277. január 1.), felesége, I. Izabella révén címzetes akháj fejedelem.
- Róbert herceg (1258 – 1265. május 9.), gyermekként meghalt.
- Izabella hercegnő (1261 – 1304. novembere előtt), IV. Lászlóval kötött házassága révén magyar királyné.

Későbbi leszármazottai között többek között olyan híres személyek vannak mint: Hainaut-i Filippa angol királyné, I. Izabella kasztíliai királynő vagy VIII. Henrik angol király.

## Titulusai

### Címei
Provence és Forcalquier grófnője: 1245. augusztus 19. – 1267. szeptember 23.
Szicília és Nápoly királynéja: 1266. február 26. – 1267. szeptember 23.
- Albánia és Jeruzsálem címzetes királynéja
- Akháj címzetes fejedelemnéja

## Fordítás
Ez a szócikk részben vagy egészben  a   Beatrice of Provence című angol Wikipédia-szócikk ezen változatának fordításán alapul.  Az eredeti cikk szerkesztőit annak laptörténete sorolja fel. Ez a jelzés csupán a megfogalmazás eredetét és a szerzői jogokat jelzi, nem szolgál a cikkben szereplő információk forrásmegjelöléseként.